# Куршаліно
Курша́ліно (рос. Куршалино, башк. Көршәле) — присілок у складі Мечетлінського району Башкортостану, Росія. Входить до складу Новомещеровської сільської ради.
Населення — 236 осіб (2010; 225 в 2002).
Національний склад:
- башкири — 100 %